# Canton de Talmont-Saint-Hilaire
Le canton de Talmont-Saint-Hilaire est une circonscription électorale française située dans le département de la Vendée et la région des Pays de la Loire.

## Histoire
Le canton de Talmont-Saint-Hilaire est reconduit par l'article 18 du décret no 2014-169 du 17 février 2014 ; il comprend des communes des anciens cantons de Talmont-Saint-Hilaire, des Sables-d’Olonne et de La Mothe-Achard.

## Représentation

### Conseillers d'arrondissement (de 1833 à 1940)
| Période                                  | Période | Identité                             | Étiquette    | Qualité |
| ---------------------------------------- | ------- | ------------------------------------ | ------------ | --- |
| 1833                                     | 1842    | Alexis Paul Stanislas Duroussy       |              | Maire de Talmont (maire de 1847 à 1848)                                                                     |
| 1842                                     | 1848    | François Jean Gillaizeau (1780-1850) |              | Notaire, maire de Talmont                                                                                   |
|                                          |         |                                      |              | |
| av.1865                                  |         | M. Bironneau                         |              | Maire de Saint-Hilaire-de-Talmont                                                                           |
|                                          |         |                                      |              | |
| 1901                                     | 1925    | René Bourmaud                        | Radical      | Maire du Bernard                                                                                            |
| 1925                                     | 1940    | Marquis Paul Robert de Lézardière    | Conservateur | Maire de Poiroux                                                                                            |
| 1940                                     |         |                                      |              | Les conseils d'arrondissement ont été suspendus par la loi du 12 octobre 1940 et n'ont jamais été réactivés |
| Les données manquantes sont à compléter. |         |                                      |              | |

### Conseillers généraux de 1833 à 2015
| Période | Période      | Identité                                               | Étiquette         | Qualité |
| ------- | ------------ | ------------------------------------------------------ | ----------------- | --- |
| 1833    | 1848         | Joseph Adolphe Gaudin                                  |                   | Juge de paix, maire de Talmont |
| 1848    | 1852         | Eutrope Charles Athanase Benjamin Robert de Lézardière |                   | Propriétaire au Poiroux |
| 1852    | 1877         | Léon Gillaizeau                                        |                   | Médecin, propriétaire Maire d'Avrillé |
| 1877    | 1902 (décès) | Léon Potier                                            |                   | Docteur en médecine à Jard-sur-Mer |
| 1902    | 1925         | Georges Batiot                                         | Rad.              | Avocat puis conseiller de préfecture Maire de Talmont Député (1893-1898)                                                                   |
| 1925    | 1940         | Georges de La Rochethulon                              | ALP -Conservateur | Maire de Saint-Hilaire-de-Talmont Ancien député (1902-1906)                                                                                |
|         |              |                                                        |                   | |
| 1943    | 1945         | Achille Mestre (1874-1960)                             |                   | Professeur agrégé à la Faculté de droit de Toulouse puis de Paris Maire de Saint-Hilaire-de-Talmont Nommé conseiller départemental en 1943 |
| 1945    | 1967         | Marquis Paul Robert de Lézardière (1886-1971)          | DVD-RPF           | Maire de Poiroux, ancien conseiller d'arrondissement                                                                                       |
| 1967    | 2004         | Jean Thibaud de La Rochethulon                         | UDF-PR puis DVD   | Agriculteur Maire de Talmont-Saint-Hilaire                                                                                                 |
| 2004    | 2015         | Pierre Berthomé                                        | DVD               | Retraité Maire de Talmont-Saint-Hilaire (2001-2014)                                                                                        |

### Conseillers départementaux depuis 2015
| Période élective | Période élective | Mandat | Mandat   | Identité         | Nuance | Nuance | Qualité                                                                                     |
| ---------------- | ---------------- | ------ | -------- | ---------------- | ------ | ------ | ------------------------------------------------------------------------------------------- |
| 2 avril 2015     | 2021             | 2015   | 2021     | Pierre Berthomé  |        | DVD    | Maire de Talmont-Saint-Hilaire (2001-2014)                                                  |
| 2 avril 2015     | 2021             | 2015   | 2021     | Séverine Bulteau |        | DVD    | Agent hospitalier Adjointe au Maire de Sainte-Foy                                           |
| 2021             | 2028             | 2021   | en cours | Maxence de Rugy  |        | LR     | Maire de Talmont-Saint-Hilaire Président de la communauté de communes Vendée Grand Littoral |
| 2021             | 2028             | 2021   | en cours | Céline Peigney   |        | DVD    | Chef d'entreprise, L'Île-d'Olonne                                                           |

À l'issue du 1er tour des élections départementales de 2015, deux binômes sont en ballotage : Pierre Berthomé et Séverine Bulteau (Union de la Droite, 44,46 %) et Jean-François Alonzo et Patricia Laroche-Andro (FN, 31,21 %). Le taux de participation est de 52,13 % (18 502 votants sur 35 495 inscrits) contre 52,59 % au niveau départemental et 50,17 % au niveau national.
Au second tour, Pierre Berthomé et Séverine Bulteau (Union de la Droite) sont élus avec 65,73 % des suffrages exprimés et un taux de participation de 50,79 % (10 583 voix pour 18 027 votants et 35 495 inscrits).

## Composition

### Composition avant 2015

Le canton dans le découpage de 1979.

L'ancien canton de Talmont-Saint-Hilaire regroupait originellement en 1801 10 communes, puis 9 à partir de 1974 :
- Avrillé ;
- Le Bernard ;
- Grosbreuil ;
- Jard-sur-Mer (Jard avant 1938) ;
- Longeville-sur-Mer (Longeville avant 1983) ;
- Poiroux (Le Poiroux avant 1957) ;
- Saint-Hilaire-de-Talmont (1801-1974 ; fusion avec Talmont en 1974) ;
- Saint-Hilaire-la-Forêt ;
- Saint-Vincent-sur-Jard ;
- Talmont (1801-1974 ; chef-lieu ; fusion avec Saint-Hilaire-de-Talmont en 1974) ;
- Talmont-Saint-Hilaire (à partir de 1974 ; chef-lieu).

### Composition depuis 2015

Le canton dans le découpage de 2015.

Lors du redécoupage de 2014, le canton comprenait 23 communes entières.
À la suite de la création de la commune nouvelle des Achards au 1er janvier 2017, le canton comprend désormais vingt-deux communes entières.
| Nom                                           | Code Insee | Intercommunalité                     | Superficie (km2) | Population (dernière pop. légale) | Densité (hab./km2) | Modifier                                    |
| --------------------------------------------- | ---------- | ------------------------------------ | ---------------- | --------------------------------- | ------------------ | ------------------------------------------- |
| Talmont-Saint-Hilaire (bureau centralisateur) | 85288      | CC Vendée-Grand-Littoral             | 89,53            | 8 327 (2022)                      | 93                 | modifier les données · modifier les données |
| Les Achards                                   | 85152      | Pays-des-Achards                     | 30,30            | 5 451 (2022)                      | 180                | modifier les données · modifier les données |
| Avrillé                                       | 85010      | CC Vendée-Grand-Littoral             | 25,03            | 1 408 (2022)                      | 56                 | modifier les données · modifier les données |
| Beaulieu-sous-la-Roche                        | 85016      | Pays-des-Achards                     | 25,47            | 2 366 (2022)                      | 93                 | modifier les données · modifier les données |
| Le Bernard                                    | 85022      | CC Vendée-Grand-Littoral             | 27,37            | 1 320 (2022)                      | 48                 | modifier les données · modifier les données |
| La Chapelle-Hermier                           | 85054      | Pays-des-Achards                     | 17,94            | 1 083 (2022)                      | 60                 | modifier les données · modifier les données |
| Le Girouard                                   | 85099      | Pays-des-Achards                     | 25,10            | 1 144 (2022)                      | 46                 | modifier les données · modifier les données |
| Grosbreuil                                    | 85103      | CC Vendée-Grand-Littoral             | 36,33            | 2 216 (2022)                      | 61                 | modifier les données · modifier les données |
| L'Île-d'Olonne                                | 85112      | CA Les Sables-d'Olonne-Agglomération | 19,23            | 2 805 (2022)                      | 146                | modifier les données · modifier les données |
| Jard-sur-Mer                                  | 85114      | CC Vendée-Grand-Littoral             | 16,57            | 3 046 (2022)                      | 184                | modifier les données · modifier les données |
| Longeville-sur-Mer                            | 85127      | CC Vendée-Grand-Littoral             | 38,05            | 2 442 (2022)                      | 64                 | modifier les données · modifier les données |
| Martinet                                      | 85138      | Pays-des-Achards                     | 18,11            | 1 199 (2022)                      | 66                 | modifier les données · modifier les données |
| Nieul-le-Dolent                               | 85161      | Pays-des-Achards                     | 27,50            | 2 546 (2022)                      | 93                 | modifier les données · modifier les données |
| Poiroux                                       | 85179      | CC Vendée-Grand-Littoral             | 25,38            | 1 234 (2022)                      | 49                 | modifier les données · modifier les données |
| Saint-Georges-de-Pointindoux                  | 85218      | Pays-des-Achards                     | 15,37            | 1 820 (2022)                      | 118                | modifier les données · modifier les données |
| Saint-Hilaire-la-Forêt                        | 85231      | CC Vendée-Grand-Littoral             | 10,88            | 824 (2022)                        | 76                 | modifier les données · modifier les données |
| Saint-Julien-des-Landes                       | 85236      | Pays-des-Achards                     | 28,31            | 2 018 (2022)                      | 71                 | modifier les données · modifier les données |
| Saint-Mathurin                                | 85250      | CA Les Sables-d'Olonne-Agglomération | 23,51            | 2 443 (2022)                      | 104                | modifier les données · modifier les données |
| Saint-Vincent-sur-Jard                        | 85278      | CC Vendée-Grand-Littoral             | 14,65            | 1 602 (2022)                      | 109                | modifier les données · modifier les données |
| Sainte-Flaive-des-Loups                       | 85211      | Pays-des-Achards                     | 36,11            | 2 547 (2022)                      | 71                 | modifier les données · modifier les données |
| Sainte-Foy                                    | 85214      | CA Les Sables-d'Olonne-Agglomération | 15,62            | 2 592 (2022)                      | 166                | modifier les données · modifier les données |
| Vairé                                         | 85298      | CA Les Sables-d'Olonne-Agglomération | 28,12            | 1 951 (2022)                      | 69                 | modifier les données · modifier les données |
| Canton de Talmont-Saint-Hilaire               | 8517       |                                      | 594,48           | 52 384 (2022)                     | 88                 | modifier les données                        |

### Intercommunalités
Le canton de Talmont-Saint-Hilaire est à cheval sur deux communautés de communes et une communauté d’agglomération :
- la communauté de communes Moutierrois-Talmondais (neuf communes) ;
- la communauté de communes du Pays-des-Achards (neuf communes) ;
- Les Sables-d'Olonne-Agglomération (quatre communes).

## Démographie

### Démographie avant 2015
| 1962   | 1968   | 1975   | 1982   | 1990   | 1999   | 2006   | 2012   |
| ------ | ------ | ------ | ------ | ------ | ------ | ------ | ------ |
| 10 582 | 10 264 | 10 243 | 11 284 | 12 497 | 14 363 | 17 406 | 19 892 |

### Démographie depuis 2015
En 2022, le canton comptait 52 384 habitants, en évolution de +9,66 % par rapport à 2016 (Vendée : +5,33 %, France hors Mayotte : +2,11 %).
| 2013   | 2018   | 2022   |
| ------ | ------ | ------ |
| 46 259 | 48 953 | 52 384 |